# 凱洛格鎮區 (愛荷華州傑斯帕縣)
凱洛格鎮區（英語：Kellogg Township）是位於美國愛荷華州傑斯帕縣的一個行政鎮區。

## 地方資料
根據2010年美國人口普查的數據，凱洛格鎮區的面積為97.44平方千米，當中陸地面積為97.34平方千米，而水域面積為0.10平方千米。當地共有人口1114人，而人口密度為每平方千米11.43人。